# John Seale
Pour les articles homonymes, voir Seale.
Cet article concerne le directeur de la photographie australien. Pour le philosophe américain (né en 1932), voir John Searle.
John (Clement) Seale, A.S.C., A.C.S. (en), né le 5 octobre 1942 à Warwick (Queensland), est un directeur de la photographie et réalisateur australien.

## Biographie
Au cinéma, John Seale débute comme cadreur sur Nickel Queen (en), film australien de John McCallum, sorti en 1971. Il exerce à ce poste jusqu'en 1980, notamment sur trois réalisations de son compatriote Peter Weir, Pique-nique à Hanging Rock (1975), La Dernière Vague (1977) et Gallipoli (1981).
Devenu chef opérateur sur Deathcheaters (1976) de Brian Trenchard-Smith — si l'on excepte un court métrage documentaire de 1973 —, il retrouve Peter Weir à l'occasion de L'Année de tous les dangers (film australien, 1982, en seconde équipe), puis de trois films américains, dont Witness (1985, avec Harrison Ford et Kelly McGillis) et Le Cercle des poètes disparus (1989, avec Robin Williams, Robert Sean Leonard et Ethan Hawke). John Seale est également connu pour sa collaboration avec le réalisateur britannique Anthony Minghella sur trois films, Le Patient anglais (film américano-britannique, 1997, avec Ralph Fiennes, Kristin Scott Thomas et Juliette Binoche), Le Talentueux Mr Ripley (1999, avec Matt Damon et Gwyneth Paltrow) et Retour à Cold Mountain (2003, avec Nicole Kidman et Jude Law).
Parmi les autres réalisateurs qu'il assiste, mentionnons Randa Haines (ex. : Les Enfants du silence en 1986, avec William Hurt et Marlee Matlin), Barry Levinson (Rain Man en 1988, avec Dustin Hoffman et Tom Cruise), Rob Reiner (ex. : Le Président et Miss Wade en 1995, avec Michael Douglas et Annette Bening), ou encore Chris Columbus (Harry Potter à l'école des sorciers en 2001, premier film de la saga, avec Daniel Radcliffe, Emma Watson et Rupert Grint). 
En tout, il est directeur de la photographie sur une quarantaine de films, les deux derniers (à ce jour) sortis en 2010, dont Prince of Persia : Les Sables du Temps de Mike Newell. De plus, il en réalise un en 1990, Till There Was You (en) (film américano-australien, avec Mark Harmon et Deborah Kara Unger).
Pour la télévision, également à ce jour, John Seale est cadreur sur un téléfilm (1977), puis chef opérateur sur un second téléfilm (1985).
Le Patient anglais d'Anthony Minghella lui permet de gagner en 1997 un Oscar et un British Academy Film Award. En outre, il obtient d'autres nominations à ces deux prix (voir détails ci-dessous).

## Filmographie partielle

### Comme cadreur
Au cinéma
- 1971 : Nickel Queen de John McCallum
- 1975 : L'Homme de Hong Kong (The Man from Hong Kong) de Brian Trenchard-Smith et Jimmy Wang Yu
- 1975 : Pique-nique à Hanging Rock (Picnic at Hanging Rock) de Peter Weir
- 1976 : Break of Day de Ken Hannam
- 1977 : La Dernière Vague (The Last Wave) de Peter Weir
- 1978 : L'Attaque du fourgon blindé (Money Movers) de Bruce Beresford
- 1978 : Blue Fin de Carl Schultz
- 1979 : Dawn ! de Ken Hannam
- 1980 : The Earthling de Peter Collinson
- 1981 : Gallipoli de Peter Weir

À la télévision
- 1977 : Harness Fever, téléfilm de Don Chaffey

### Comme directeur de la photographie
Au cinéma
- 1973 : West Head de Chris Noonan (court métrage documentaire)
- 1976 : Deathcheaters de Brian Trenchard-Smith
- 1981 : Le Survivant d'un monde parallèle (The Survivor) de David Hemmings
- 1982 : L'Année de tous les dangers (The Year of Living Dangerously) de Peter Weir (seconde équipe)
- 1983 : Goodbye Paradise de Carl Schultz
- 1983 : Careful, He Might Hear You de Carl Schultz
- 1983 : Le Gang des BMX (BMX Bandits) de Brian Trenchard-Smith
- 1985 : Witness de Peter Weir
- 1986 : Les Enfants du silence (Children of a Lesser Gold) de Randa Haines
- 1986 : Hitcher (The Hitcher) de Robert Harmon
- 1986 : Mosquito Coast (The Mosquito Coast) de Peter Weir
- 1987 : Étroite Surveillance (Stakeout) de John Badham
- 1988 : Rain Man de Barry Levinson
- 1988 : Gorilles dans la brume (Gorillas in the Mist : The Story of Dian Fossey) de Michael Apted
- 1989 : Le Cercle des poètes disparus (Dead Poets Society) de Peter Weir
- 1991 : Le Docteur (The Doctor) de Randa Haines
- 1992 : Lorenzo (Lorenzo's Oil) de George Miller
- 1993 : La Firme (The Firm) de Sydney Pollack
- 1994 : Le Journal (The Paper) de Ron Howard
- 1995 : Le Président et Miss Wade (The American President) de Rob Reiner
- 1995 : Rangoon (Beyond Rangoon) de John Boorman
- 1996 : Les Fantômes du passé (Ghosts of Mississippi) de Rob Reiner
- 1996 : Le Patient anglais (The English Patient) d'Anthony Minghella
- 1998 : La Cité des anges (City of Angels) de Brad Silberling (film germano-américain)
- 1999 : Premier Regard (At First Sight) d'Irwin Winkler
- 1999 : Le Talentueux Mr Ripley (The Talented Mr. Ripley) d'Anthony Minghella
- 2000 : En pleine tempête (The Perfect Storm) de Wolfgang Petersen
- 2001 : Harry Potter à l'école des sorciers (Harry Potter and the Philosopher's Stone) de Chris Columbus
- 2003 : Retour à Cold Mountain (Cold Mountain) d'Anthony Minghella
- 2003 : Dreamcatcher de Lawrence Kasdan
- 2005 : Spanglish de James L. Brooks
- 2006 : Poséidon (Poseidon) de Wolfgang Petersen
- 2010 : Prince of Persia : Les Sables du Temps (Prince of Persia : The Sands of Time) de Mike Newell
- 2010 : The Tourist de Florian Henckel von Donnersmarck
- 2015 : Mad Max: Fury Road de George Miller
- 2022 : Trois mille ans à t'attendre (Three Thousand Years of Longing) de George Miller

À la télévision
- 1985 : Winners : Top Kid, téléfilm de Carl Schultz

### Comme réalisateur
- 1990 : Fatal rendez-vous (en) (Till There Was You)

## Distinctions
- Oscar de la meilleure photographie :
  - En 1986, pour Witness (nomination)
  - En 1989, pour Rain Man (nomination)
  - En 1997, pour Le Patient anglais (récompense)
  - En 2004, pour Retour à Cold Mountain (nomination)
  - En 2016, pour Mad Max: Fury Road (nomination)

- British Academy Film Award de la meilleure photographie :
  - En 1986, pour Witness (nomination)
  - En 1990, pour Gorilles dans la brume (nomination, partagée avec Alan Root)
  - En 1997, pour Le Patient anglais (récompense)
  - En 2000, pour Le Talentueux Mr Ripley (nomination)
  - Et en 2004, pour Retour à Cold Mountain (nomination)